# إيرول توبياس
إيرول توبياس (بالإنجليزية: Errol Tobias)‏ هو لاعب اتحاد الرغبي جنوب أفريقي، ولد في 18 مارس 1950 في Caledon, South Africa ‏ في جنوب أفريقيا.

## وصلات خارجية
- إيرول توبياس عل موقع إسبنسكروم (الإنجليزية)